# Малое Лукино
Малое Лукино — деревня в Курском районе Курской области. Входит в состав Полянского сельсовета.

## География
Расположена деревня вблизи реки Большая Курица тремя кварталами, примыкая с севера-запада к деревне Большое Лукино. По восточной стороне находится Лукинский святой источник, безымянный ключ.  
Климат
Малое Лукино, как и весь район, расположено в поясе умеренно континентального климата с тёплым летом и относительно тёплой зимой (Dfb в классификации Кёппена).
Часовой пояс
Деревня Малое Лукино, как и вся Курская область, находится в часовой зоне МСК (московское время). Смещение применяемого времени относительно UTC составляет +3:00.

## Население
| 2002 | 2010 |
| ---- | ---- |
| 43   | ↘28  |

## Инфраструктура
Личное подсобное хозяйство. В деревне 22 дома.
Дети учатся в с. Полянское, МБОУ «Полянская средняя общеобразовательная школа» имени гвардии лейтенанта М. И. Ходыревского.

## Транспорт
Просёлочные дороги. К деревне подходит дорога 38Н-198 (38Н-197 – 2-е Анпилогово – Большое Лукино) с общественным транспортом. Остановка общественного транспорта «Лукино».